# From the Shadows (film 1913)
From the Shadows è un cortometraggio muto del 1913 diretto da Charles Giblyn.

## Trama
In un periodo di siccità, un gruppo di indiani assale dei coloni per ottenere del cibo. I militari, benché avvisati del pericolo da uno scout, non hanno preso le misure necessarie per la difesa dell'insediamento che viene distrutto. Dopo una battaglia furibonda, i militari fanno fuggire gli indiani e i soldati trovano come unico sopravvissuto all'attacco un bambino. Portato al forte, il neonato farà rinsavire la moglie del comandante, che stava scivolando verso la pazzia dopo la morte del proprio bambino.

## Produzione
Il film fu prodotto da Thomas H. Ince per la Broncho Film Company.

## Distribuzione
Distribuito dalla Mutual, il film - un cortometraggio in due bobine - uscì nelle sale cinematografiche statunitensi il 18 giugno 1913.